# Laura Carlin
Laura Carlin (* 1980 in Glastonbury, Somerset, England) ist eine britische Illustratorin und Keramikerin. Sie illustrierte 17 Bücher, von denen mit Himmelskönig (2017), Mein Bruder und ich und das ganze Universum (2019) und Ein Baum ist ein Anfang (2022) drei auch in deutscher Übersetzung vorliegen. Carlin bebilderte Texte sowohl von bedeutenden Autoren der Weltliteratur (Ted Hughes, Anton Pawlowitsch Tschechow) als auch von herausragenden Autoren der internationalen Kinder- und Jugendliteratur (David Almond, Sonya Hartnett, Michael Morpurgo). Für ihr Schaffen als Illustratorin wurde sie vielfach ausgezeichnet, unter anderem mit dem Grand Prix der Illustrationsbiennale in Bratislava (2015), einer zweimaligen Aufnahme eines ihrer Bilderbücher in die New-York-Times-Liste der besten illustrierten Kinderbücher (2014 und 2017) sowie einer zweimaligen Shortlist-Nominierung für die Kate Greenaway Medal (2015 und 2018).

## Leben und Schaffen
Carlin studierte Illustration an der Buckinghamshire New University in High Wycombe und schloss ihr Studium mit einem Bachelor of Arts ab. Anschließend studierte sie am Royal College of Art in London und schloss dieses Studium 2004 mit einem Master of Arts ab. Bevor sie als Künstlerin ihren Lebensunterhalt bestreiten konnte, arbeitete sie in Vollzeit als Kellnerin. Neben Illustration ist Carlin ebenso als Keramikerin künstlerisch tätig. Ihre Keramiken gelten unter anderem in Großbritannien als Kult. Zusammen mit Jo Briggs leitet Carlin das Designstudio Such Stories, zu dessen Auftraggebern unter anderem der Arts Council England, die Tate Gallery of Modern Art, die Financial Times, der Guardian und der New Yorker gehören. Carlin illustrierte außerdem bereits für den Boston Globe und die New York Times. Ihr Werk wurde in verschiedenen Galerien ausgestellt, darunter dem House of Illustration. Carlin lebt in London.

## Illustration
Carlin arbeitet in ihren Büchern mit einer Mischung aus Aquarellfarben, Acrylfarben und farbigen Buntstiften. Teilweise arbeitet sie auch mit ausgeschnittener Pappe und kleinen 3D-Modellen, dies in Zusammenarbeit mit einem Fotografen. Da sie ihre Bilder komplett in einem Zug auf Papier malt, spielen Computer in ihrem künstlerischen Prozess nur eine minimale Rolle.

## Übersetzte Bücher
Von Laura Carlins Bilderbüchern sind drei in deutscher Übersetzung erschienen.

### Himmelskönig(2017)
Carlins Bilderbuch King of the Sky erschien 2017 in Großbritannien und ebenfalls 2017 in deutscher Übersetzung unter dem Titel Himmelskönig. Für Thom Barthelmess vom Horn Book Magazine (2017) zeichnen sich die Bilder des Buches durch „verschmierte, fast durchsichtige Mixed-Media-Illustrationen, die Ruß, Sonne und Schatten darstellen“, aus. Die Bilder „fangen die Essenz der alten und der neuen Heimat ein, und eine Reihe von wortlosen Doppelseiten betonen die Unterschiede und Entfernungen zwischen ihnen.“ Insgesamt sei das Buch „ruhig, zärtlich und tiefgründig“ und böte als „Fenster zur Immigration ein intimes Verständnis dessen, was es bedeutet, nach Hause zu kommen“. Die New York Times lobte, die „warmen, nostalgischen Bilder“ von Carlin, welche mit ihrer „weichen und verschmierten, aber dennoch wohldurchdachten Mixed-Media-Kunst gleichzeitig modern und zeitlos wirken“ und so eine „überraschende visuelle Verbindung zwischen einer nördlichen Bergbauregion und einem sonnigen Land im Süden“ herstellen. James Lovegrove von der Financial Times (2017) bezeichnete das Buch als eine „melancholische, aber erbauliche Meditation über Migration“, deren „verschwommene, an Lowry erinnernde Illustrationen“ die „sensible Kraft“ des Textes einfangen würden. Nicolette Jones von der Times bezeichnete das Werk als „bewegendes Bilderbuch“, das einen „lyrischen Text und ein zufriedenstellendes Happy End“ habe. Die „Weichzeichner-Illustrationen vermitteln Flucht, Einsamkeit, Kameradschaft, Smog, Landschaft und Erinnerung mit einer elegischen Schönheit“. Von Kolibri, dem Verzeichnis kulturell vielfältiger Kinder- und Jugendbücher, wurde es als „Integrationsgeschichte der etwas anderen Art, poetisch, leise und reduziert“ charakterisiert. Der Rote Elefant (2018) bezeichnete das Buch als „Hoffnungsträger und Symbol für gelingende Migration und Ankommen an einem fremden Ort“. Es erzähle eine Geschichte, „deren Botschaft zeitlos“ sei.

### Mein Bruder und ich und das ganze Universum(2019)
Der von Carlin illustrierte Kinderroman The Space We´re In erschien 2019 in Großbritannien und ebenfalls 2019 in deutscher Übersetzung unter dem Titel Mein Bruder und ich und das ganze Universum. In der deutschen Ausgabe des Buches sind die Illustrationen von Carlin jedoch nicht enthalten.

### Ein Baum ist ein Anfang(2022)
Das von Carlin illustrierte Bilderbuch The Promise (2013) erschien 2022 in deutscher Übersetzung unter dem Titel Ein Baum ist ein Anfang. Für Publishers Weekly ist das Buch „von einer Botschaft der Hoffnung durchdrungen“. Die „gleichnishafte Erzählung“ hinterlasse einen „leisen, kraftvollen Eindruck und vermeidet dabei Predigten“. Kirkus Reviews sieht in dem Buch eine „weitere sehr ernste Parabel darüber, wie die Natur ein einfaches Heilmittel gegen die physische und moralische Sterilität des Stadtlebens bietet“. Anne-Kathrin Weber von Deutschlandfunk (2022) charakterisiert das Buch als eine „kunstvoll illustrierte und stimmungsvoll erzählte Lektion darüber, wie farb- und leblos das Leben ohne Natur ist“.

## Auszeichnungen
| Jahr            | prämiertes Buch                      | Auszeichnung |
| --------------- | ------------------------------------ | --- |
| Jahre unbekannt |                                      | zweimaliger Gewinn des Quentin Blake Awards (während ihres Studiums am Royal College of Art)                                     |
| Jahr unbekannt  |                                      | Uniqlo Fashion Illustration Award (während ihres Studiums am Royal College of Art)                                               |
| 2000            |                                      | Sheila Robinson Drawing Prize |
| 2004            |                                      | National Magazine Award |
| 2009            | künstlerisches Gesamtwerk            | ADC Young Gun Award des amerikanischen Art Directors Club als eine der 50 einflussreichsten Art-Direktoren unter 30 Jahren.      |
| 2010            | The Iron Man                         | V&A Award |
| 2011            | The Iron Man                         | Lobende Erwähnung in der Kategorie Fiction des Bologna Ragazzi Awards                                                            |
| 2011            | The Iron Man                         | V&A Illustration Award in der Kategorie Buchumschlag und Umschlagillustration                                                    |
| 2014            | Ein Baum ist ein Anfang              | Aufnahme auf die Liste Best Illustrated Children´s Books of 2014 der New York Times                                              |
| 2015            | The Iron Man und A World of Your Own | Grand Prix der Illustrationsbiennale in Bratislava                                                                               |
| 2015            | Ein Baum ist ein Anfang              | Shortlist der Kate Greenaway Medal                                                                                               |
| 2015            | A World of Your Own                  | D&AD Pencil Award |
| 2017            | Himmelskönig                         | Aufnahme auf die Liste The Best Illustrated Children´s Books of 2017 der New York Times                                          |
| 2017            | Himmelskönig                         | Aufnahme auf die Liste Die 100 besten Kinder- und Jugendbücher des Börsenvereins des Deutschen Buchhandels, Landesverband Bayern |
| 2017            | Himmelskönig                         | Kinderbuch der Woche in der Times                                                                                                |
| 2018            | Himmelskönig                         | Shortlist der Kate Greenaway Medal                                                                                               |
| 2018            | Himmelskönig                         | Aufnahme in die Empfehlungsliste Der Rote Elefant                                                                                |
| 2022            | The Song of the Nightingale          | Auswahlliste der Kate Greenaway Medal                                                                                            |

## Werke
| Originalausgabe | Deutsche Ausgabe |
| --- | --- |
| Jahr unbekannt: Ten Days in Tokyo, Selbstverlag, Vereinigtes Königreich                                                                                   | – |
| Jahr unbekannt: Candrian Catering: Dem Genuss verpflichtet, Candrian Catering, Schweiz                                                                    | – |
| 2008: Journey, Text von Helen Bamber, Helen Bamber Foundation, Vereinigtes Königreich                                                                     | – |
| 2008: Le Grand Meaulnes, Text von Alain-Fournier, The Folio Society, Vereinigtes Königreich,                                                              | – |
| 2008: The Silver Donkey, Text von Sonya Hartnett, Walker Books, Großbritannien                                                                            | – |
| 2009: The Kites Are Flying!, Text von Michael Morpurgo, Walker Books, Vereinigtes Königreich                                                              | – |
| 2010: The Collected Short Stories: Anton Chekhov, The Folio Society, Vereinigtes Königreich, Übersetzung aus dem Russischen ins Englische: Ronald Hingley | – |
| 2011: The Iron Man, Text von Ted Hughes, Walker Books, Vereinigtes Königreich                                                                             | – |
| 2013: The Promise, Text von Nicola Davies, Walker Books, Vereinigtes Königreich                                                                           | 2022: Ein Baum ist ein Anfang, Übersetzung aus dem Englischen von Uwe-Michael Gutzschhahn, Aladin                                                                             |
| 2014: A World of Your Own, Text von Laura Carlin, Phaidon Press, Großbritannien                                                                           | – |
| 2017: King of the Sky, Text von Nicola Davies, Walker Books, Vereinigtes Königreich                                                                       | 2017: Himmelskönig, Übersetzung aus dem Englischen von Andreas Steinhöfel, Aladin                                                                                             |
| 2019: Your Mind Is Like the Sky, Text von Bronwen Ballard, Frances Lincoln Children´s Books, Vereinigtes Königreich                                       | – |
| 2019: The Space We´re In, Text von Katya Balen, Bloomsbury Children´s Books, Vereinigtes Königreich                                                       | 2019: Mein Bruder und ich und das ganze Universum, Übersetzung aus dem Englischen von Annette von der Weppen, Carlsen (in Deutschland ohne Carlins Illustrationen erschienen) |
| 2020: The Song of the Nightingale, Text von Tanya Landman, Walker Studio, Vereinigtes Königreich                                                          | – |
| 2021: All That I Am, Text von M. H. Clark, Compendium Publishing, Vereinigtes Königreich                                                                  | – |
| 2022: Barbara Hepworth. What Do You See?, Text von Laura Carlin, Tate Publishing, Vereinigtes Königreich                                                  | – |
| 2022: The Woman Who Turned Children into Birds, Text von David Almond, Walker Studio, United Kingdom                                                      | – |